# Prosopogryllacris paradoxa
Prosopogryllacris paradoxa är en insektsart som först beskrevs av Heinrich Hugo Karny 1930.  Prosopogryllacris paradoxa ingår i släktet Prosopogryllacris och familjen Gryllacrididae. Inga underarter finns listade i Catalogue of Life.